# Uso comercial de obras permitidas para cópia
A vantagem do uso comercial de obras permitidas para cópia difere da vantagem de comercializar os tradicionais Direitos de Propriedade Intelectual (DPI). O foco econômico tende a ser sobre a monetização de outros em escassez, os bens de cortesia por outro lado focam a liberação do conteúdo. Uma forma de ganhar dinheiro com obras permitidas para cópia é vender consultoria e suporte para usuários de uma obra permitida para cópia. Geralmente, a margem financeira deverá ser muito mais baixa em um negócio em que a obra é " permitida para cópia", que em um negócio usando obras protegidas. Outra maneira é usar o trabalho de obras permitidas para cópia como uma ferramenta de mercadoria ou componente para prestar um serviço ou produto. Os próximos telefones móveis da Motorola, por exemplo, serão os baseados em produtos Linux. Empresas com produtos protegidos podem ganhar dinheiro com a venda exclusiva, por propriedade individual e intransferível, e os direitos decorrentes do litígio sobre a obra.

## Desenvolvimento
O desenvolvimento da competitividade para cópia das obras permitidas aos proprietários é maior para empresas capazes de adotar qualquer uma das variedades de produtos permitidos para cópia que já estão escritas e, por esta razão, reduzem os custos de desenvolvimento de software. Empresas comerciais são capazes de usar seus recursos para criar receita a partir de outros caminhos por software, e sem a preocupação de outras empresas ganhando uma vantagem injusta.
A liberação da cópia permite que programadores voluntários e organizações se sintam envolvidos e contribuam para o software e confiem que alguns resultados no futuro ficarão acessíveis a eles, e que suas contribuições farão parte de um objetivo maior, como o desenvolvimento do núcleo de um Software. Cópias permitidas para software tornam nítida a intenção de nunca abusar ou ocultar qualquer conhecimento que seja realizado. A liberação das cópias também garante que a contribuição de todos os programadores e empresas não possibilitem a criação de divisões nas versões protegidas para criar uma vantagem sobre a outra.
O argumento para investimentos em pesquisa e desenvolvimento de negócios envolvendo cópias livres pode parecer fraco, por não haver exclusividade sobre os lucros obtidos com o resultado. Economicamente, a liberação da cópia é considerada o único mecanismo capaz de competir com as empresas monopolistas que dependem da exploração financeira dos direitos autorais, marcas e direitos de patentes.

## Distribuição
Distribuidores empresariais de sistemas baseados em Linux (como Red Hat e Mandriva) podem ter tido alguns altos e baixos na busca de uma construção bem-sucedida (ou modelo de negócios) para a criação de tais empresas, mas na hora em que foi mostrada a possibilidade de um negócio baseado em um serviço comercial voltado para uma criação de cópias livres. Um exemplo bem conhecido é o Mandrake, que foi uma das primeiras empresas a ter sucesso no mercado de ações após a implosão de grandes partes do mercado de TI no início do século 21. Eles também tiveram sucesso em convencer os organismos governamentais para mudar para o sabor da Linux.
Entretanto, com raras exceções como o Debian, a maioria dos distribuidores Linux não limitam os seus negócios para software que permitam cópias. Não parece haver nenhuma razão pela qual a exploração de serviços comerciais em torno das criações permitidas para cópia não seriam possíveis no mundo dos pequenos negócios, que, como um conceito de negócio é mais complexo do que fazer dinheiro com um "domínio público” que receita para fazer café (com êxito) explorados por tantos donos de cafeterias. Entretanto, existem poucos exemplos do uso de Serviços Móveis Especializados arriscando um salto para o seu próprio negócio. UserLinux, um projeto criado por Bruce Perens, apóia o surgimento de pequenos negócios, baseado em software livre, ou seja, programas de computador licenciado livre para cópia ou não livre. O site UserLinux apresenta alguns estudos de caso e histórias de sucesso de tais empresas.

## Arte
A arte de Artin, fazendo com que os serviços comerciais sem a criação de cópias livres é mais difícil de fazer na prática do que no desenvolvimento de software. O desempenho dos bens públicos podem ser considerados como uma das poucas possibilidades de fornecer tais "serviços".
A indústria da música se opoem ao software de troca de arquivos peer-to-peer (ponto a ponto), mas a Electronic Frontier Foundation deu algumas sugestões para resolver o problema.
Acreditam que objecções à apropriação de ideias no comércio das obras intelectuais não devem ser comparados aos bens materiais. Dar a alguém um objeto físico resulta na perda da posse e o controle da coisa pode serexigida pedindo algo em pagamento, retorno ou troca. Mas quando alguém dá uma ideia a alguém, estas não se perdem, e não precisa pedir nada em troca.
Frequentemente as permitissões para cópia das criações artísticas podem ser vistas como tendo uma função de publicidade (de apoio), a promoção de outras, as criações mais tradicionalmente protegido pelo mesmo artista (s). Artistas que aderem a liberação para cópia sem concessões da totalidade da sua produção artística, poderiam, além de serviços e consultoria, reverteriam algum tipo de patrocínio (por vezes considerado como uma limitação à liberdade artística), ou a outras fontes de renda, não relacionados com a sua produção artitica (e por isso a maior limitação do tempo que podem dedicar à criação artística também). O mínimo que se pode dizer é que o liberar a cópia na arte tende a manter a arte assim produzida, tanto quanto possível fora da arena comercial, que é considerado como um ponto intrínseco e positivo por alguns.
Alguns artistas, como Girl Talk e Nine Inch Nails, permitem a licenças de uso para cópia, como a licença Creative Commons Attribution-ShareAlike que não permitem o uso comercial. Dessa forma, eles podem optar por vender as suas criações sem ter de competir com os outros a vender cópias das mesmas obras. No entanto, alguns argumentam que a licença Attribution-NonCommercialShareAlike não é verdadeiramente permitida para cópia.
Locais em que a permissão para copiar a arte tem grande audiência de meios modestos ou pelo menos uma plateia pequena como riqueza considerável, o ato de liberar a arte pode ser ofertada para venda. Observesse o Protocolo de Artista de Rua (Street Performer Protocol). Essa abordagem pode ser usada para o lançamento de novas obras, ou pode ser usado para a conversão de obras protegidas para obras com cópia liberada. Veja o Blender (programa de computador de código aberto).